# 圣让库尔策罗德
圣让库尔策罗德（法語：Saint-Jean-Kourtzerode，法語發音：[sɛ̃ ʒɑ̃ kuʁtsəʁɔd]；洛林法兰克语：Zischang-Kuerzrott）是法国摩泽尔省的一个市镇，位于该省东南部，属于萨尔堡-萨兰堡区。

## 地理
圣让库尔策罗德（48°45'25"N, 7°11'33"E）面积1.58 平方千米，位于法国大東部大區摩泽尔省，该省份为法国东北部内陆省份，是洛林的一部分，西南接默尔特-摩泽尔省，东临下莱茵省，北与卢森堡和德国接壤。
与圣让库尔策罗德接壤的市镇（或旧市镇、城区）包括：布尔沙伊德、布鲁维莱尔、亨利多夫、米泰尔布龙、瓦尔唐堡。

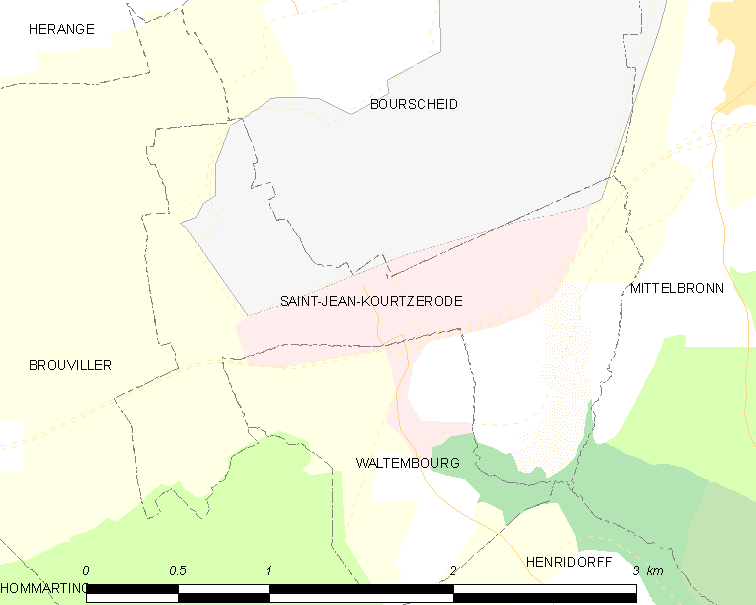
圣让库尔策罗德的OSM定位图

圣让库尔策罗德的时区为UTC+01:00、UTC+02:00（夏令时）。

## 行政
圣让库尔策罗德的邮政编码为57370，INSEE市镇编码为57614。

## 政治
圣让库尔策罗德所属的省级选区为法尔斯堡县。

## 人口

1962-2008年间圣让库尔策罗德人口变化图示

圣让库尔策罗德于2022年1月1日时的人口数量为674人。